# Юнус Раджабі
Юнус Раджабі (Раджабій, Раджабов; узб. Yunus Rajabiy; *5 січня 1897 року, Ташкент — 1976, там же) — видатний узбецький композитор, співак, інструменталіст-виконавець, фольклорист, організатор і керівник музичних колективів, педагог і громадський діяч; академік, заслужений діяч мистецтв Узбекистану (1938), народний артист Узбекистану (1953), лауреат Державної премії Узбецької РСР ім. Хамзи (1971).

## З життя і творчості
Юнус Раджабі народився 5 січня 1897 року в ташкентському кварталі (махалля) Чакар у сім'ї садівника. Його батько, Раджаб-ата, попри життєві тружнощі був веселої вдачі. Майбутній музикант Юнус разом із батьком часто бував на різних посиденьках у чайхані, на народних святах, вечірках, весіллях. Там він чув спів талановитих співаків і прилучався до світу музики. Разом зі своїм старшим братом Ріскі Раджабі Юнус і сам грав на дутарі і виконував нескладні пісні. Уперше він почув і засвоїв уривки макомів, виконуваних у Ташкенті і Ферганській долині, від андижанця Мірзи Касима. Незабаром він і сам почав упевнено грати на дутарі та співати ці складні музичні твори, його стали запрошувати на вечірки, де він грав мелодії «Ажам», «Ешвой», «Курд».
Незабаром здібного хлопця запримітили Знамениті співаки того часу Мірза Касим-Хафіз, Мулла Туйчі-Хафіз, Шора-хім-Хафіз, які стали його наставниками. Відтак, по часі Юнус Раджабі склався як зрілий музикант і співак.
У 1919 році він вступив до щойно відкритої в Ташкенті Народної консерваторії, де навчався на відділенні народної музики. У цей час він старанно вивчав народні мелодії, обробляв і шліфував їх, збагачував їх зміст і додавав нові музичні частини.
Починаючи від 1930-х років Юнус Раджабі почав записувати по пам'яті народні мелодії. Коли на порядок денний постало питання про необхідність видання збірки узбецьких народних пісень, в Юнуса Раджабі зародилась ідея упорядувати й опублікувати багатотомне видання багатої музичної спадщини узбецького народу.
У 1939 Ю. Раджабі опублікував 2 збірки «Узбецьких народних пісень», куди були включені нотні записи народних мелодій і пісень різних жанрів. Це стало значною подією в узбецькому музичному мистецтві. Усна народна творчість отримало нотну основу. Перед узбецьким музичним мистецтвом відкрилися нові широкі перспективи, усний народний фольклор перестав бути мистецтвом талановитих одинаків, бардів-аматорів, а ставав на рейки професійного загальнонародного музичного мистецтва.
Майже все своє життя Юнус Раджабі присвятив пошукам мелодій та пісень, їх обробці та публікації. У результаті майже чвертьстолітньої діяльності він видав у 1959 році монографію «Узбецька народна музика» у 5 томах і «Шашмаком».
Творча діяльність Юнуса Раджабі плідна і тісно пов'язана з різними сторонами узбецької музичної культури. Перш за все — він визнаний музикант і співак. У його виконанні музичних творів виразно простежуються манера і стиль виконання узбецьких майстрів-класиків. Але його спів і гра — це не наслідування, а, навпаки, — послідовне і творче продовження традицій.
Юнус Раджабі є й популяризатором давньої узбецької лірики — він відродив до нового життя у світі музики газелі таких поетів-класиків, як Ходжа Хафіз, Саккокі, Атої, Лутфі, Навої, Ба-бур, Фізулі Агахі, Мукімі, Фуркат, Завкі. Десятки таких пісень із його репертуару, як «Ушшок», «Талкини Бает», «Бает I—II», «Кошки», «Гирья I—II», «Чоргох I», «Ка-ландар I», «Адойи I—II», «Кучабоги I—II», які він виконував з високим мистецтвом, принесли йому всенародне визнання і популярність.
Навчаючи інших музикантів і співаків виконання творів узбецької музики, особливо макомів (Шаш-маком), Юнус Раджабов також слідував виконавській традиції майстрів. Юнус Раджабі був не тільки дбайливим, але водночас суворим і вимогливим вчителем, він же є автором численних оригінальних музичних творів. Його участь у створенні низки музичних драм стало цінним внеском у розвиток музичної культури. Поряд з музикою для п'єс ним написані пісні таких видів, як ашула, ялла, а також танцювальна музика.
Юнус Раджабов проводив велику і дуже важливу громадську роботу. Двічі обирався депутатом Верховної Ради Узбецької РСР, неодноразово — до складу Ташкентського обласної і міської Рад депутатів трудящих, Протягом тривалих років він брав активну участь у роботі Спілки композиторів Узбекистану.
Щоб донести до широких народних мас мистецтво макомів та задля продовження його традицій у 1959 році при радіокомітеті УзРСР був створений ансамбль макомістів, куди були запрошені видатні музиканти і співаки. Художнім керівником ансамблю був призначений Юнус Раджабі.
КПРС і Радянський уряд високо оцінили великі заслуги Юнуса Раджабов у розвитку узбецької радянської музики. Йому були присвоєні почесні звання заслуженого діяча мистецтв республіки (1938) і народного артиста Узбекистану (1953). Він був нагороджений орденами Леніна, двічі Трудового Червоного Прапора, двічі «Знак Пошани», медалями та Почесними грамотами Президії Верховної Ради Узбецької РСР. У 1971 році йому була присуджена Державна премія Узбецької РСР імені Хамзи.
Син знаменитого музиканта — Хасан Раджабі та його онук, Азіз Раджабі, також були виконавцями традиційної музики, тим самим, укріплюючи і розвиваючи цей вид мистецтва.
Усе своє творче життя Юнус Раджабі присвятив збиранню усного народного фольклору та макомів. Він перекладав їх на ноти, подеколи незначно редагував чи модернізував. Він збагатив духовне життя узбецького народу, і лишається у його вічній пам'яті. Уряд незалежної республіки Узбекистан з великим пієтетом ставиться до вшанування діяча. Відкрито будинок-музей Юнуса Раджабі, указом президента Республіки Узбекистан І. Карімова у 2000 році він нагороджений (посмертно) орденом «За великі заслуги». Його ім'я носять вулиці, школи, театри, станція ташкентського метрополітену.

## Виноски
1. ↑  Будинок-музей Юнуса Раджабі (+ біографічні дані про діяча) на www.centralasia-travel.com[недоступне посилання з серпня 2019] (рос.)
2. ↑  Шашмаком — перлина духовного багатства узбецького народу на asiaforum.uz[недоступне посилання з серпня 2019] (рос.)